# إدوين
إدوين هو كاتب أغاني وموسيقي ومغني كندي، ولد في 9 سبتمبر عام 1968، في تورونتو في كندا.

## وصلات خارجية
- الموقع الرسمي
- إدوين على موقع IMDb (الإنجليزية)
- إدوين على موقع ميوزك برينز (الإنجليزية)
- إدوين على موقع أول ميوزيك (الإنجليزية)
- إدوين على موقع ديسكوغز (الإنجليزية)